# Hilder Colón
Hilder Jobany Colón (Puerto Cortes, 6 de abril de 1989) é um futebolista profissional hondurenho que atua como defensor, atualmente defende o Real España.

## Carreira
Hilder Colón fez parte do elenco da Seleção Hondurenha de Futebol nas Olimpíadas de 2012.